# Birkach
Birkach es un distrito del sur de Stuttgart situado en la meseta conocida como Filder, al norte del distrito de Plieningen, cerca del Castillo de Hohenheim. Birkach es uno de los distritos más pequeños de Stuttgart. 

## Historia
Birkach es mencionado por primera vez en 1140 como "Birckhe". En aquel entonces estaba posiblemente en posesión de los Señores de Plieningen y, por extensión, del Condado Palatino de Tubinga. Entre 1295 y 1317, el pueblo, entonces conocido como Birtach o Birka, fue vendido a la Abadía de Bebenhausen.El 1 de abril de 1942 Birkach es incorporado a la ciudad de Stuttgart. 
Cuando Stuttgart redividió sus distritos en 1956, Birkach y Schönberg, creado en 1900 a partir de un nombre de campo, se unieron y formaron el distrito municipal Birkach. Hoy en día Birkach se administra conjuntamente con el vecino distrito de Plieningen, lugar donde ambos distritos comparten un ayuntamiento común.
Cuando se reorganizaron los distritos de Stuttgart el 1 de enero de 2001, el distrito de Birkach fue dividido en Birkach-Nord (Birkach del Norte) y Birkach-Süd (Burkach del Sur). Junto con Schönberg, Birkach consta desde entonces de tres barrios.